# Nóvaia Kholmanka
Nóvaia Kholmanka (en rus: Новая Холманка) és un poble (un khútor) de l'óblast de Saràtov, a Rússia, segons el cens del 2010 no tenia cap habitant. Pertany al districte municipal d'Ozinki.